# Tipula (Lunatipula) subtruncata
Tipula (Lunatipula) subtruncata is een tweevleugelige uit de familie langpootmuggen (Tipulidae). De soort komt voor in het Palearctisch gebied.